# George Knobel
George Knobel, född 10 december 1922, död 5 maj 2012, var en  Holländsk fotbollstränare.
Knobel föddes och avled i Roosendaal. Han var tränare för Nederländernas herrlandslag i fotboll mellan 1974 och 1976 med sammanlagt 15 matcher (9 vinster, 1 oavgjord, 5 förluster). Under hans period som landslagstränare slutade Holland som trea i Europamästerskapet 1976. Han tränade totalt fyra klubbar och två landslag.